# Paralamprops tuberculatus
Paralamprops tuberculatus är en kräftdjursart som beskrevs av Daniel Roccatagliata 1994. Paralamprops tuberculatus ingår i släktet Paralamprops och familjen Lampropidae. Inga underarter finns listade i Catalogue of Life.